# Amami se vuoi
Amami se vuoi – utwór włoskiej wokalistki Toniny Torrielli, nagrany w 1956 roku, napisany przez Mario Panzeri i skomponowany przez Vittorio Mascheroni. Singiel był jedną z dwóch propozycji, które reprezentowały Włochy podczas 1. Konkursu Piosenki Eurowizji organizowanego w tym samym roku.
Podczas konkursu, który odbył się 24 maja 1956 roku w Teatro Kursaal w szwajcarskim Lugano, utwór został wykonany jako siódmy w kolejności i stanowił drugą w historii propozycję kraju wykonaną podczas koncertu finałowego imprezy. Dyrygentem orkiestry podczas występu wokalistki został Gian Stellari. Z powodu niezachowania się oficjalnych wyników finału konkursu, nieznany jest końcowy rezultat piosenki w ogólnej klasyfikacji.